# Dignago
Dignago   est une ville située à l'ouest de la Côte d'Ivoire, et appartenant au département de Gagnoa, dans le Gôh (ex-Fromager). La localité de Dignago est un chef-lieu de commune et de sous-préfecture .